# Urothoe brevicornis
Urothoe brevicornis is een gravend vlokreeftje uit de familie Urothoidae. De wetenschappelijke naam van de soort is voor het eerst geldig gepubliceerd in 1862 door Charles Spence Bate.